# Justin Massicault
Justin Massicault, né le 14 septembre 1838 à Ourouer-les-Bourdelins (Cher) et mort le 5 novembre 1892 à Tunis, est un journaliste, puis préfet français avant de finir diplomate et fonctionnaire de l'administration coloniale. Résident général de France en Tunisie de 1886 à 1892, il met en place les institutions administratives et économiques du protectorat français de Tunisie.

## Débuts dans la carrière préfectorale
Né à Ourouer-les-Bourdelins dans le Cher, il est d'abord professeur libre, puis devient journaliste au quotidien Le Progrès  de Lyon et, à partir de 1862, à La Gironde, quotidien de Bordeaux, où les fondateurs le recrutent en compagnie de son collègue Jules Chapon. Il succède au poste de rédacteur en chef à André Lavertujon, puis cède sa place à Chapon.
Nommé préfet de la Haute-Vienne en 1870, il démissionne le 6 février 1871 et fonde successivement plusieurs journaux : L'Indépendance à Bordeaux, La Charente à Angoulême puis L'Avenir de la Vienne à Poitiers avant de devenir rédacteur en chef du journal La Presse. De novembre 1875 à décembre 1876, on le retrouve journaliste au Siècle qu'il quitte pour intégrer le ministère de l'Intérieur, où il dirige le service de la presse.
Le 20 décembre 1877, il retrouve la préfecture de Haute-Vienne qu'il quitte en 1881 pour rejoindre la préfecture de la Somme, avant de devenir préfet du Rhône en 1883. Il y laisse un bon souvenir puisque, mettant fin aux attentats anarchistes, il obtient une hausse des salaires, une baisse du chômage ainsi qu'un « modus vivendi » avec le milieu patronal. C'est pourquoi on pense à lui lorsqu'il faut trouver un successeur au résident général de France en Tunisie, Paul Cambon. Ce dernier doit en effet quitter son poste à la suite des démêlés qu'il a eus avec le général Boulanger,.

## Résident général de France en Tunisie

### Contexte
Cinq ans après la conquête de la Tunisie par la France, les institutions du pays sont en pleine construction. Les débats font rage à propos de la forme que doit prendre la direction du pays entre les partisans du protectorat et les partisans de l'annexion. De plus, depuis la conquête, l'armée française est en conflit avec le pouvoir civil représenté par le résident général qui tente de transférer les attributions des « bureaux des Affaires Indigènes » tenus par les militaires aux contrôles civils nouvellement créés. Ce désaccord a d'ailleurs coûté sa place au prédécesseur de Massicault.

### Réalisations administratives
Le décret du 23 juin 1885 a renforcé les pouvoirs du résident général en plaçant sous ses ordres les commandants des troupes de terre et de mer et tous les services administratifs. Massicault peut continuer les réformes entamées par Cambon.
La réorganisation financière de la régence est la tâche prioritaire : la faillite du pays avait d'ailleurs été l'une des causes de l'intervention française. On tente alors de développer le commerce en favorisant les échanges commerciaux avec la France. C'est chose faite grâce à la réforme douanière du 17 juillet 1890 qui supprime les taxes sur la plupart des produits alimentaires tunisiens exportés vers les ports français. De plus, pour renforcer l'union économique avec la métropole, la piastre tunisienne est remplacée par le franc tunisien par le décret du 1er juillet 1891. Toutes ces réformes ont permis de redresser les comptes de l'administration et de renégocier les intérêts de la dette qui sont abaissés de 3,5 % à 3 %, ce qui libère des fonds pour les travaux d'infrastructures dont le pays à besoin.
La réorganisation administrative est également poursuivie : de nouveaux contrôles civils sont créés, prenant le relais des administrations militaires. En 1887, ces dernières ne conservent que les régions de Gafsa, Fériana, Aïn Draham et les territoires du Sud. De nouvelles municipalités sont également créées : Gabès, Mahdia, Monastir, Kairouan, Béja, Nabeul, Djerba, Souk El Arba, Tozeur, Tebourba, Gafsa et Zaghouan.
Mais la principale réforme administrative réalisée par Justin Massicault est sans doute la création de la Conférence consultative tunisienne en janvier 1891. Ayant pour but de prendre connaissance des avis des représentants de la population française, cette assemblée devient vite une caisse de résonance de leurs exigences. Jusqu'à la fin du protectorat, sa composition et ses attributions en font un enjeu du mouvement national tunisien.

### Réalisations d'infrastructures
La construction du port de Tunis avait été concédée avant l'arrivée de Massicault mais c'est lui qui voit le début du chantier en 1888, même si son décès l'empêchera d'en voir l'aboutissement. Par contre, il prend une part active dans la construction du port de Bizerte dont la concession est signée le 11 novembre 1889. Il poursuit également l'effort de construction des phares qui doit permettre de sécuriser la navigation maritime. Beaucoup sont inaugurés durant son résidanat, ce qui permet d'achever le programme d'éclairage des côtes tunisiennes dès 1895.
Le réseau routier est en constante progression : 200 kilomètres de routes et 600 kilomètres de pistes sont tracées entre 1886 et 1892 ; deux cents ponts sont édifiés, en particulier sur la Medjerda, l'oued Mellègue et l'oued Miliane.
L'effort en faveur de la scolarisation est poursuivi : le nombre d'élèves est triplé entre 1886 et 1892, passant de 4 000 à 12 000. Un lycée est ouvert lorsque le gouvernement rachète le collège Saint-Charles le 3 novembre 1889 pour en faire le lycée de Tunisie ; il sera renommé lycée Carnot en 1894.
Pour la première fois, le secteur médical est règlementé par le décret beylical du 15 juin 1888 qui réserve l'exercice de la médecine et de la pharmacie à des praticiens diplômés. Devant le manque de lits d'hôpitaux, Massicault réunit en avril 1892 une commission chargée d'établir le projet d'un hôpital civil français à Tunis ; le projet n'est concrétisé qu'en 1898.
De par sa carrière journalistique, Justin Massicault se sent très concerné par l'essor de la presse qui est alors embryonnaire en Tunisie, et bridée par l'établissement d'un cautionnement depuis le décret du 14 octobre 1884. Celui-ci est supprimé le 16 août 1887, ce qui permet la parution de nombreux journaux parmi lesquels La Dépêche tunisienne dont le premier numéro paraît le 25 décembre 1889 à l'instigation du résident général, qui veut en faire l'organe officiel du protectorat. Mais d'autres journaux opposés à la politique menée dans le pays profitent également de la libéralisation du secteur. Ainsi, le 18 décembre 1887, Victor de Carnières, farouche opposant à la formule du protectorat, fonde l'hebdomadaire La Tunisie qui change de nom en 1892 pour devenir L'Annexion puis, quatre semaines plus tard, La Tunisie française.

### Décès
Diabétique, la santé du résident général se dégrade au fil des années. À son retour d'une nouvelle cure à Vichy, il doit s'aliter le 2 septembre 1892 et meurt d'un coma diabétique le 5 novembre suivant. Son corps est rapatrié en France pour être inhumé au cimetière du Père-Lachaise le 16 novembre. Il restera le seul résident à décéder à son poste.

## Distinctions
Justin Massicault est nommé chevalier de la Légion d'honneur le 26 juillet 1879, élevé au grade d'officier le 18 janvier 1881 avant de devenir finalement commandeur le 29 décembre 1885.

## Vie privée
Il est marié et a deux enfants : Solange et Jean Ali Bey. Ce dernier, né à Tunis, est ainsi prénommé en hommage à Ali III Bey qui en est le parrain.